# Torsten Krakau
Carl Erik Torsten Krakau, född 27 juli 1921 i Helsingborg, död 24 mars 2013 i Lund, var en svensk läkare.
Efter studentexamen i Karlstad 1940 blev Krakau medicine kandidat vid Lunds universitet 1943, medicine licentiat 1948, medicine doktor 1953 och var docent i oftalmiatrik vid Lunds universitet 1953–1966. Han blev e.o. amanuens på anatomiska institutionen vid Lunds universitet 1942, på farmakologiska institutionen 1943–1946, amanuens på oftalmiatriska kliniken vid Lunds lasarett 1948–1951, var underläkare 1951–1956, e.o. docent i kliniskt ämne vid Lunds universitet 1956–1966 och professor i experimentell oftalmologi vid Statens medicinska forskningsråd med tjänstgöring på ögonkliniken vid Lunds lasarett 1966–1985 och på Malmö allmänna sjukhus 1986. Han författade skrifter i medicinsk fysik och oftalmiatrik. Han invaldes som ledamot av Fysiografiska sällskapet i Lund 1972.